# Messier 64
Messier 64 (auch als NGC 4826 oder Blackeye-Galaxie bezeichnet) ist eine Spiralgalaxie mit den Abmessungen 10′,0 × 5′,4 Bogenminuten und der scheinbaren Helligkeit von 8,5 mag im Sternbild Coma Berenices. Sie besitzt eine große ovale Dunkelwolke nördlich des Kerns mit einer Ausdehnung von etwa 8000 Lichtjahren und einer Größe von 9,2 × 4,6 Bogenminuten, die wahrscheinlich durch Verschmelzung mit einer kleinen, sehr staubreichen Galaxie vor rund einer Milliarde Jahren entstanden ist.
Damit ließen sich die einseitige Konzentration der Dunkelwolken und die vielen in Kernnähe stehenden Regionen mit ungewöhnlich kräftiger Sternentstehung erklären.
Die etwa 24 Mio. Lichtjahre entfernte Galaxie wurde früher als Mitglied der Canes-Venatici-I-Gruppe geführt, in neueren Quellen wird sie aber einer eigenen kleinen Gruppe zugerechnet.

## Entdeckung
Die Galaxie Messier 64 wurde am 23. März 1779 von dem britischen Astronomen Edward Pigott in Wales entdeckt, der seine Beobachtung allerdings erst zwei Jahre später veröffentlichte. Dadurch wurde zuerst Johann Elert Bode als Entdecker angesehen, welcher diese unabhängig von Pigott 12 Tage später entdeckte. In den Messier-Katalog wurde sie ein Jahr später aufgenommen.
William Herschel bemerkte als erster den dunklen Fleck nördlich des Kerns, der der Galaxie später den Namen „Black Eye“ einbrachte, nachdem er sie dem britischen Physiker Charles Blagden gezeigt hatte, welcher sie daraufhin mit einem blauen Auge (englisch black eye) verglich.

## Amateur-Gemeinschaftsprojekt

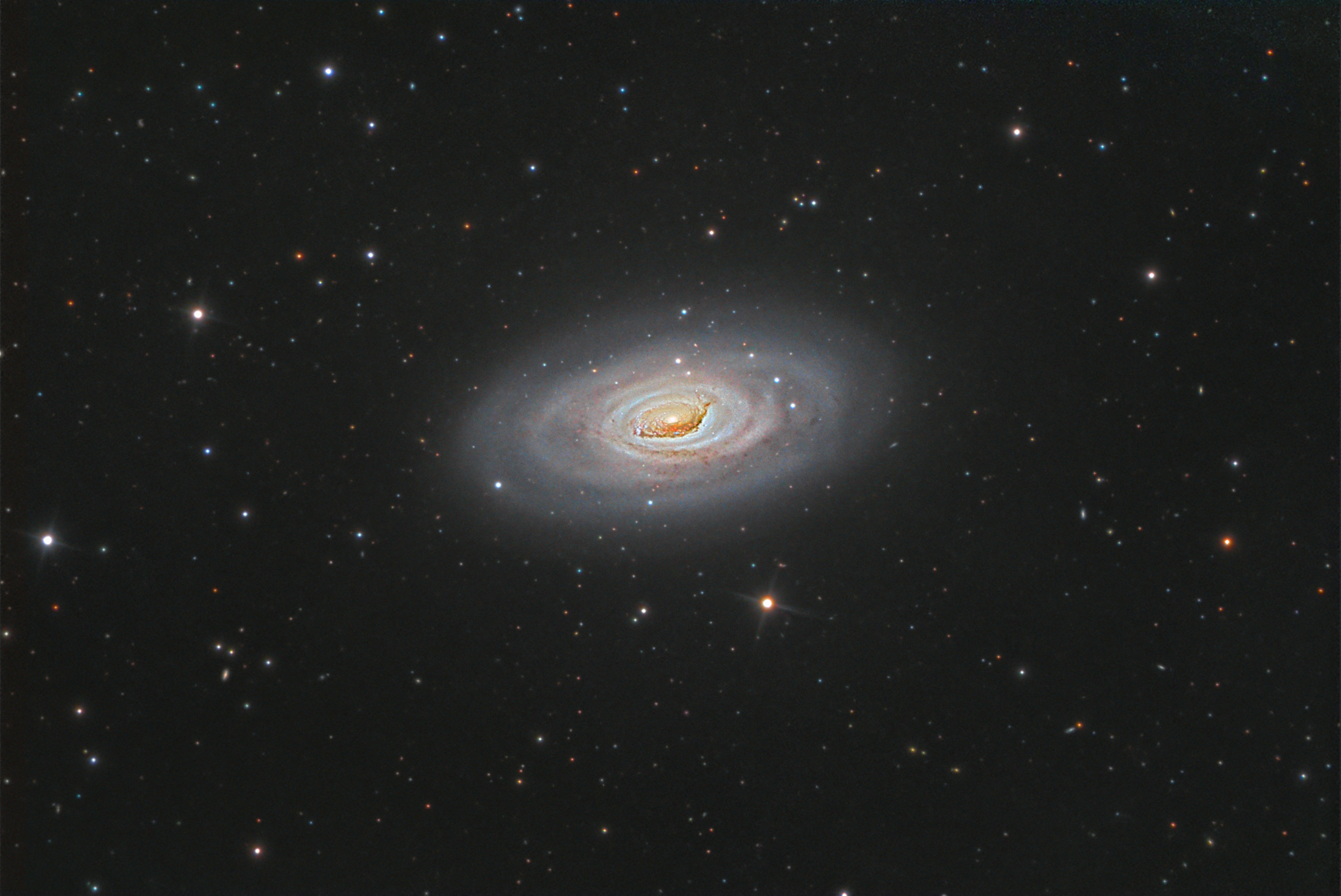
Gemeinschaftsprojekt M64: 190-Stunden-Gesamtbelichtung von 23 Bildautoren (Sven Fischer, Roland Szlagowski, Mario Del Borrello, Ralf Burkart-Kreuels, Piotr Kolonko, Marco Eckstein, Andreas Pathmann, Uwe Überrhein, Armin Blechschmidt, Tino Beckenstein, Martin Hauser, Fried Lauterbach, Mattias Steiner, Markus Bruhn, Dietmar Stache, Stephan Küppers, Karl Heinz Borkowski, Thomas Gschwentner, Peter Maasewerd, Daniel Restemeier, Stefan Loos, Kai-Oliver Detken, Mira Schönenberg)

Im Frühjahr 2019 wurde ein M64-Gemeinschaftsprojekt von Ralf Burkart-Kreuels initiiert, welches zum Ziel hatte, die Aufnahmen von 23 Amateuren zusammenzufassen, um eine ähnliche Tiefe und Detailabbildung zu erhalten, wie dies mit großen Observatorien oder dem Hubble Space Telescope (HST) möglich ist. Alle Amateure kannten sich dabei nicht persönlich, sondern folgten einen Aufruf beim Astronomie-Forum Astrotreff. Es kamen zur Bildgewinnung Teleskope in Deutschland und Österreich zum Einsatz, die von 5–16 Zoll variierten. Als Brennweiten waren 560–6.000 mm vertreten. Diverse unterschiedliche Kameras kamen dabei ebenfalls zum Einsatz. Es konnte so eine Grenzgröße von 23–24 mag für Sterne und Galaxien bei einer Belichtungszeit von 190 Stunden erreicht werden. Messier 64 wurde u. a. deshalb ausgesucht, weil es sehr schwache Molekülwolken in der diffusen äußeren Scheibe enthält, die man auf anderen Amateuraufnahmen selten sieht. Der vergleichsweise helle Kern bot hingegen etwas für Kurzzeitbelichtungen an, um das Maximum an Auflösung herauszuholen. Im Endergebnis nach einem Jahr sind 513 Sterne, 621 Galaxien, sechs Quasare, 86 katalogisierte Molekülwolken und 102 nicht klassifizierte Objekte festgehalten worden. Letztere sind wahrscheinlich weitere Hintergrundgalaxien. Auch einen Vergleich mit dem HST muss diese Aufnahme daher nicht scheuen.